# كأس الاتحاد الإنجليزي 1912–13

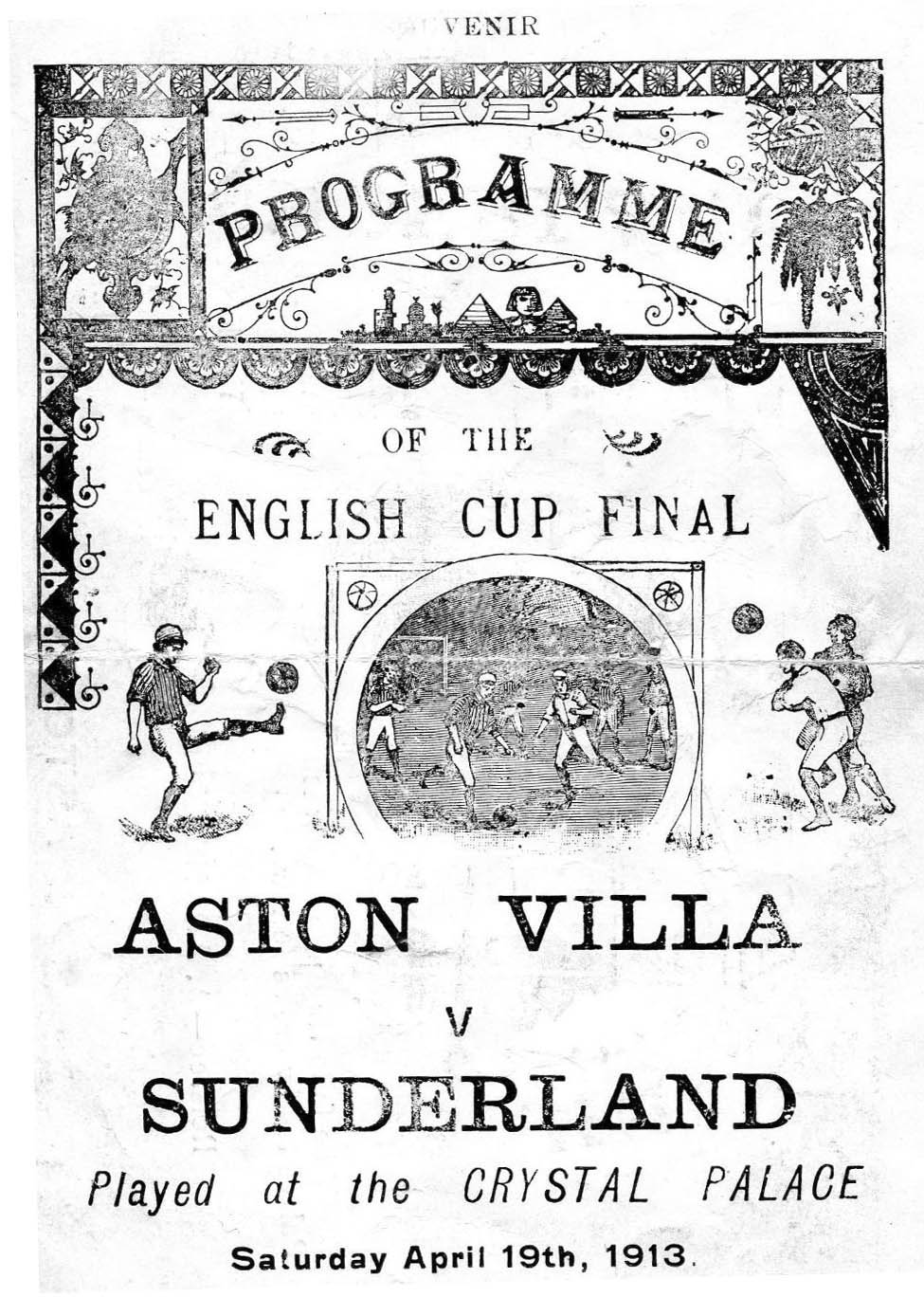
برنامج نهائي كأس الاتحاد الإنجليزي لعام 1913

كأس الاتحاد الإنجليزي 1912–13 (بالإنجليزية: 1912–13 FA Cup) هو الموسم 42 من  كأس الاتحاد الإنجليزي. أقيم بتاريخ 14 سبتمبر 1912، والذي يشرف على تنظيمه الاتحاد الإنجليزي لكرة القدم، وكان عدد الأندية المشاركة فيه  64، وفاز فيه أستون فيلا.